# Pszichológushallgatói Szervezetek Európai Szövetsége
A Pszichológushallgatói Szervezetek Európai Szövetsége (angolul European Federation of Psychology Students’ Associations, rövidítve: EFPSA) egy nonprofit hallgatói szervezet, amely az európai pszichológia szakos hallgatók szervezeteit tartja össze. Az EFPSA jelenleg 33 tagszervezetet (Member Organisation) és két megfigyelő szervezetet (Observer Organisation) foglal magában. Ezen szervezetek mindegyike saját képviselővel (Member Representative) rendelkezik, akik együttesen alkotják a Szövetség döntéshozó testületét.
A Szövetség minden tevékenysége a Member Representative (MR) csapat, az Executive Board (EB) és a Board of Management (BM) munkáján keresztül valósul meg. Eseményein (Events) és Szolgáltatásain (Services) keresztül az EFPSA változatos szakmai és személyes fejlődési lehetőségeket nyújt a pszichológia szakos hallgatók számára. Kampányai segítségével igyekszik pozitív hatást gyakorolni a társadalomra, miközben európai szinten képviseli a pszichológushallgatók érdekeit és igényeit.

## Története
A Pszichológushallgatói Szervezetek Európai Szövetségét 1987 áprilisában a Lisszaboni Egyetemen, Portugáliában tartott találkozón hozták létre nyolc európai ország pszichológia szakos hallgatói. 1988-ban Liege-ben, Belgiumban hivatalos szabályzatba foglalták a korábban meghatározott kereteket. Ezzel egy időben az EFPSA elindította első projektjét „EUROPSYCHO-Database” néven, amelynek célja egy csereprogramokat és más oktatással kapcsolatos információkat összegző adatbázis létrehozása volt. A Szövetséget 1989 januárjában a belga törvényeknek megfelelően nemzetközi szervezetként jegyezték be.
1989 tavaszán Lundban, Svédországban tartották a harmadik közgyűlést, amely során a Szövetség kialakította kezdeti belső struktúráját. Ennek köszönhetően ugyanebben az évben megtarthatta első gyűlését az Executive Board (EB).
1991-ben az EFPSA közreműködésre lépett az Európai Pszichológiai Szervezetek Szövetségével (EFPA) Amszterdamban, amely után 2001-ben a Szövetség az EFPA hivatalos társtagjává vált.
Az EFPSA részt vett az első Európai Hallgatói Konferencián Liege-ben (1990), amelyen különböző tudományterületeket képviselve közel 500 hallgató volt jelen. Az itt létrejött kapcsolatok (kiváltképp a kelet-európai országok képviselőivel) hozzájárultak ahhoz, hogy az 1991-es genevai közgyűlésen a Szövetség tagországainak száma tizenegyre bővüljön. Ugyanebben az időszakban született meg az állandó munkacsoportok (ún. „task forces”) ötlete is, amely lehetővé tette a hatékonyabb munkavégzést olyan projektek kapcsán, mint az EUROPSYCHO vagy az Erasmus. Az ezt követő években egyre több esemény szerveződött az EFPSA irányítása alatt: nyári egyetemek, szemináriumok és kongresszusok.
A Szövetség 2006-ban fejlesztette ki a vállalati vizuális arculatát (CVI), melynek része a jellegzetes logó és a narancssárga szín.

## Küldetése, Jövőképe és Értékei

### Küldetés
A Szövetség küldetése egyrészt, hogy európai szinten hozza össze a pszichológushallgatókat, gazdagítsa pszichológiával kapcsolatos tudásukat és elősegítse készségeik fejlesztését, amellyel hozzájárulhatnak a pszichológia területének fejlődéséhez. Mindemellett szeretne pozitív hatást gyakorolni a társadalomra és annak a pszichológiáról alkotott elképzeléseire. Nem utolsósorban pedig célja, hogy támogassa a pszichológia szakos hallgatók, akadémikusok és szakemberek közötti tudományos, társas és kulturális interakciókat.
Mindez a Szolgáltatások és Események folyamatos fejlesztésén, valamint a pszichológushallgatók és az országos, regionális és helyi szervezetek közötti interakciók minőségének javításán keresztül valósul meg. Az EFPSA igyekszik ösztönző környezetet teremteni a pszichológia, mint szakma és tudomány számára Európában.

### Jövőkép
A Szövetség jövőképének része egy olyan pszichológiailag tudatos társadalom, amelyben csökkennek a területet körülvevő tévhitek, hogy ezáltal fokozódjék az általános jóllét. Arra törekszik, hogy olyan Eseményeket és Szolgáltatásokat biztosítson a hallgatóknak, amelyek kielégítik a széleskörű igényeket a szakmai fejlődésre és az egymáshoz való kapcsolódásra Európa szerte.

### Értékek
- Kapcsolódás (Association): Szervezetként fontosnak tartják az összekapcsolódást a szervezeten belül és azon kívül is, a hasonló értékekkel és küldetéssel rendelkező más szervezetekkel.
- Letisztultság (Clarity): Integrált, koherens és következetes hozzáállás a működésük minden aspektusához.
- Sokféleség (Diversity): A különbségek elfogadása, tisztelete és üdvözlése értékes eszközökként.
- Kitartás (Fortitude): Bátorság a hátrányos és előre nem látható körülmények között.

## Az EFPSA struktúrája
A kezdeti szervezeti struktúra a harmadik közgyűlésen alakult ki 1989-ben Svédországban. Akkoriban az Executive Board tagjai látták el azokat a feladatokat is, amelyek ma a Member Representative pozícióhoz tartoznak. Nem volt még Board of Management, csupán egy elnök.
Az EFPSA növekedésének következtében jelentős strukturális változásokra volt szükség, az Executive Board új formát öltött. 2003-ban bevezették a nemzeti képviselők koncepcióját (ma tagképviselők, Member Representatives). Így jött létre az EFPSA új döntéshozó testülete, amelynek ezáltal minden, a Szövetséghez tartozó szervezet tagjává vált. A stratégiai döntések vezetése és a szervezet hatékonyságának ellenőrzése céljából az Executive Board önálló szerveként megszületett a Board of Management.

## Események (Events)
A Szövetség jelenleg tizenkét rendszeres eseményt szervez.
Évente megrendezett események: Kongresszus (Congress),Európai Nyári Egyetem (European Summer School, ESS), EFPSA Akadémia (EFPSA Academy), Képezzük a Kiképzőket Nyári Egyetem (Train the Trainers, TtT Summer School), Képzett Kiképzők Képzése (Train Advanced Trainers, TAT), Kiképzők Találkozója (Trainers’ Meeting, TRAM), Kiképző Konferencia (Trainers’ Conference, TRaC), EFPSA Nap (EFPSA Day), Közös Executive Board és Member Representative Találkozó (Joint EB&MR Meeting), és Board of Management Találkozók.
Kétévente megrendezett események: Konferencia (Conference).

### EFPSA Congress
A kongresszus egy egyhetes esemény, amelyre több mint 350 pszichológia szakos egyetemista, akadémikus és kutató gyűlik össze, minden évben más helyszínen. Általában április végén kerül megrendezésre, változatos tudományos programból áll, amely egy-egy specifikus téma köré összpontosul. Diákok, kutatók és oktatók egyaránt előadnak. Ugyanakkor számtalan közösségi programot is kínál a hallgatóknak, így az EFPSA Congress egyedülálló lehetőség a pszichológushallgatók számára, hogy tudományos és személyes látóterüket is bővítsék.
A kongresszus a Szövetség számára is jelentős esemény, ugyanis a képviselők és az Executive Board számára itt veszi kezdetét az új mandátum minden évben. Itt választják meg az Executive Board és a Board of Management új tagjait, akik azonnal átveszik pozíciójukat és még a kongresszus idején elkezdődik a közös munka.
Az EFPSA Congress helyszíne minden évben változik. Az eddigi 32 kongresszus 25 különböző országban került megrendezésre. 2001-ben Budapesten tartották.

#### A korábbi kongresszusok
| 1987 Lisszabon, Portugália | 1998 Škofja Loka, Szlovénia          | 2009 Altleiningen , Németország |
| 1988 Liège, Belgium        | 1999 Troia, Portugália               | 2010 Barloo, Hollandia          |
| 1989 Lund, Svédország      | 2000 Jäneda, Észtország              | 2011 Borowice, Lengyelország    |
| 1990 Lyon, Franciaország   | 2001 Budapest, Magyarország          | 2012 Lolland, Dánia             |
| 1991 Genf, Svájc           | 2002 Avanos, Törökország             | 2013 Izmir, Törökország         |
| 1992 Bergen, Norvégia      | 2003 Porto, Portugália               | 2014 Félixfürdő, Románia        |
| 1993 Amszterdam, Hollandia | 2004 Kopaonik, Szerbia és Montenegró | 2015 Srní, Csehország           |
| 1994 Lancaster, UK         | 2005 Madrid, Spanyolország           | 2016 Vimeiro, Portugália        |
| 1995 Póla, Horvátország    | 2006 Špindlerův Mlýn, Csehország     | 2017 Gakh, Azerbajdzsán         |
| 1996 Jyväskylä, Finnország | 2007 Turku, Finnország               | 2018 Cirkewwa, Málta            |
| 1997 Jūrmala, Lettország   | 2008 Tuščiaulių, Litvánia            | 2019 Grenaa, Dánia              |

### European Summer School (ESS)
2007-ben rendezték meg először az EFPSA nyári egyetemét Észtországban “Kultúrközi Pszichológia” témában. Ezen a hétnapos rendezvényen a hallgatók egy-egy nemzetközi kutatócsoport tagjaivá válnak, hogy egy-egy PhD-témavezető felügyelete alatt megtervezzék tizenkét hónapos kutatási projektjüket, egy adott témában elmélyülve. Emellett a pszichológia releváns területeiről előadásokat is hallgathatnak. 2011 óta minden ESS résztvevő, aki elvégzi a tréning programot és elkötelezett a kutatási projekt iránt, meghívást kap a Junior Kutatói Programba (Junior Researcher Programme) – így az egyhetes eseményt egy egyéves kutatási program követi.

### EFPSA Day
Az EFPSA Nap a Szövetséget népszerűsítő esemény, amelyet 2010 óta minden évben december elején rendeznek meg. Az egynapos program célja, hogy információt nyújtson a hallgatók számára az EFPSA-ról. Prezentációk, workshopok és más EFPSA-hoz kötődő tevékenységek kapcsolódnak ehhez a naphoz, amelyet egy időben rendeznek meg Európa különböző egyetemein, hogy minél több hallgató ismerkedjen meg az EFPSA működésével, szolgáltatásaival.

### Train the Trainers (TtT) Summer School
Az első Train the Trainers nyári egyetem 2010-ben Ausztriában került megrendezésre. A TtT nyári egyeteme egy évente szervezett hétnapos képzés. Összesen 12 résztvevőnek nyílik lehetősége egy-egy évben arra, hogy ezen a rendkívüli eseményen kötetlen és kísérleti módszerek segítségével szerezzen tréneri tapasztalatokat és fejlessze különböző készségeit. A TtT résztvevői az EFPSA tréner közösség részévé válva további fejlődési és tapasztalatszerzési lehetőségekhez jutnak.

### Train Advanced Trainers
A TAT egy nyolcnapos esemény minden év márciusában, különlegessége, hogy külsős személyek és nem pszichológia szakosok számára is nyitott. A Train Advanced Trainers különböző civil szervezetek tapasztalt trénerei számára nyújt fejlődési lehetőséget, tréneri készségeiket egy-egy adott témára fókuszálva fejleszthetik tovább.

### EFPSA Academy
Az EFPSA Academy európai ifjúsági civil szervezetek önkénteseit fogadja azzal a céllal, hogy szakmai fejlődésüket segítse, lehetőséget teremtve a kapcsolatépítésre, motivációjuk megszilárdítására, miközben felruházza őket egy specifikus téma kapcsán változatos készségekkel és tudással. Ezen a háromnapos eseményen tréningek, workshopok, szakértők által tartott előadások mellett a résztvevők életszerű kihívásokban próbálhatják ki magukat.

### Trainers' Meeting
Az EFPSA Trainers’ Meeting általában 3-4 napos, a Szövetség trénerei szervezik. A találkozó célja, hogy a trénerek egyesüljenek, tapasztalatot és tudást cseréljenek és fejlesszék készségeiket. Az esemény mindig egy fő téma köré összpontosul, amelybe egy szakértő tréner vezeti be a résztvevőket. Az eseményen különböző szervezetek trénerei vesznek részt, akik egymásnak is tartanak programokat a fő témához kapcsolódó témakörökben.

### Trainers' Conference
A trénerek konferenciáját azzal a céllal rendezik meg, hogy az EFPSA trénerek a Szövetségen belüli és azon kívüli képzésekkel kapcsolatos témákat vitassanak meg. Általában van egy nyílt nap (Open Training Day), amely során a résztvevők lehetőséget kapnak egy közeli egyetemen tréningeket tartani. A TraC időtartama, időpontja és résztvevőinek száma nagyon változékony.

### Joint Executive Board & Member Representatives Meeting
A közös EB&MR találkozó minden évben ősszel várja azokat a hallgatókat, akik aktív tagjai az EFPSA munkaközösségének (Working Community), azaz az Executive Board valamely pozíciójában, vagy saját tagszervezetük képviselőjeként vannak jelen. Egyedülálló esemény, amely során a résztvevők egy teljes hétig személyes megbeszéléseket tartanak, aktív belső munka folyik – a Szövetség önkéntesei ugyanis az év többi részében elsősorban online kommunikálnak egymással. A mandátum közepét is jelenti, ami kiemelt időpont az EFPSA életében, hiszen lehetőség nyílik az eddigi munka eredményességének megvitatására és a csoportok közötti kommunikációra a Szövetség jövőjét illetően.

### EFPSA Conference
2013-ban Amsterdamban volt az első EFPSA Conference. Megközelítőleg 150 hallgató vesz részt a konferencián, amit kétévente rendeznek meg, nagy hangsúlyt fektetve a tudományos programra. Négy nap, tele előadásokkal, workshopokkal és hallgatói prezentációkkal. A konferencia nyílt napján nagyjából 30 hallgató csatlakozik a szervező országból, hogy részt vegyenek a programokon és megismerkedhessenek a résztvevőkkel.

### Board of Management Meetings
Az EFPSA vezetőségének két személyes találkozója van a mandátum során, melyek elengedhetetlen részeit képzik a Szövetség fenntartásának. Az EFPSA munkájának értékelése, fejlesztése az elsődleges célja ezeknek az eseményeknek. A Board of Management tagjai döntik el, hol tartják ezeket a találkozókat. A program része a Szövetség munkájának értékelése, a Küldetés, Jövőkép és Értékek, valamint az Események és Szolgáltatások áttekintése.

## Szolgáltatások (Services)
Az EFPSA különféle Szolgáltatásainak célja a hallgatók kutatói és tréneri készségfejlesztése, valamint a külföldi utazások és tanulmányok segítése. Az EFPSA Szolgáltatások részét képezi:
- Európai Pszichológushallgatók Folyóirata (Journal of European Psychology Students, JEPS)
- Junior Kutatói Program (Junior Researcher Programme, JRP)
- Külföldi Tanulás & Utazás (Study & Travel Abroad, STA)
- Tréning Iroda (Training Office, TO)
- Társadalmi Hatás Kezdeményezés (Social Impact Initiative, SII)

### Journal of European Psychology Students (JEPS)
Az EFPSA saját tudományos folyóirata anonim lektorált, nyílt hozzáférésű (open access) folyóirat, amelyet hallgatók üzemeltetnek. A pszichológia bármely területéről születő írásokat az EFPSA és a Ubiquity Press jelenteti meg 2009 óta. A JEPS lehetőséget ad a pszichológushallgatók számára, hogy diplomamunkájukat vagy kutatásukat nemzetközi színtéren mutassák meg. Alap- vagy mesterszakos pszichológushallgatók nyújthatnak be cikket, akik akár Európán kívül is tevékenykedhetnek. A kiválasztott munkák szerzői tudományos publikációjuk fejlesztéséhez folyamatos professzionális visszajelzést és támogatást kapnak. A cikkek kizárólag a kutatás minősége alapján kerülnek kiválasztásra, nem pedig az észlelt jelentőség vagy egyediség alapján. A cikkek indexálása EBSCOHost-ban történik. 2016 óta lehetőség van előregisztrációra a Registered Reports-on keresztül. A folyóiratot üzemeltető csapat egy blogot is vezet, JEPS Bulletin néven, ami 2010 novembere óta él, és a pszichológushallgatók számára releváns témákban oszt meg információkat.

### Study & Travel Abroad (STA)
A Study & Travel Abroad elődje, a „How to Study Abroad” nevű projekt a 90-es évek elején már működött. Később a „Study and Work Abroad”, majd „Study Abroad” elnevezést használták. 2015-ben a Travel Network (Utazási hálózat) és a Study Abroad (Tanulás Külföldön) szolgáltatások összeolvadásával alakult ki a mai STA, amely elődjei küldetéseit, értékeit és jövőképét viszi tovább.
2016-ban a csapat tagjává vált a Csereprogram Felelős (Student Exchange Responsible), így a tagszervezetek számára lehetőség nyílt az EFPSA támogatásával megvalósítani nemzetközi csereprogramjaikat más tagszervezetekkel, vagy más, egészségügyi tudományterületek hallgatóival. A 2015-2016-os mandátum alatt indult el a Gyakornoki Munkacsoport (Internship Task Force), amely a következő évben is folytatta munkáját. Célja volt áttekinteni a hallgatók által keresett gyakorlati lehetőségeket; létrehozni egy adatbázist lehetséges partnerek elérhetőségeivel, akik szakmai gyakorlatot tudnának biztosítani a hallgatóknak; felvenni a kapcsolatot és együttműködést kialakítani ezekkel a lehetséges partnerekkel és stabil támogatási hátteret szerezni mindehhez a következő mandátumra. 2017-ben az azerbajdzsáni kongresszuson elfogadták az Gyakornoki Felelős (Internship Responsible) pozíció megalkotását, így azóta ehhez a feladatkörhöz tartozik a gyakornoki lehetőségek koordinálása. Az első szakmai gyakorlati lehetőséget 2017 augusztusában hirdette meg a szervezet.
A külföldi tanulmányokra való előkészületek kihívást jelenthetnek, de az EFPSA STA szolgáltatása ebben is segítséget tud nyújtani. Információkat szolgáltat a Szövetség tagországainak városairól, egyetemeiről, képzéseiről, illetve ezen országok felsőoktatási rendszeréről, megélhetési költségeiről stb. Mindemellett elérhető egy couch-surfing hálózat is: miközben felajánlasz egy helyet otthonodban más hallgatóknak, téged is szívesen látnak Európa szinte bármely országában a pszichológia szakos hallgatók. Ezzel a lehetőséggel élve megfizethető és különleges módon ismerkedhetsz meg más kultúrákkal, nyelvekkel és ételekkel.

### Training Office (TO)
A Training Office 2010-ben vált a Szövetség részévé, az első Train the Trainers nyári egyetemet követően. A következő évben az EFPSA trénerek első generációja már tartott tréningeket a szervezet munkaközösségének a Kongresszuson. A Training Office felelős az EFPSA tréneri irányvonaláért. Ők felügyelik a tréneri Eseményeket (TtT, TAT), támogatják az EFPSA trénerek fejlődését, képviselik a Szövetséget a külső tréner eseményeken, valamint ők készítik elő és tervezik meg a belső találkozók tréningjeit, mint például a csapatépítés vagy a vezetői tréning.

### Social Impact Initiative (SII)
A Social Impact Initiative három jelenlegi kampánya: „Mind the Mind – Küzdelem a mentális zavarokkal élők megbélyegzése ellen” (MtM), Better Together (BT), Organised Acts of Kindness (OAK).

#### Mind the Mind – Küzdelem a mentális zavarokkal élők megbélyegzése ellen
A Mind the Mind kampány keretében az SII csapata támogatja az Európa különböző országaiban megvalósuló foglalkozásokat, melyek 11-18 éves diákok és felnőttek számára lettek kialakítva. A foglalkozások célja, hogy növeljék a tudatosságot a mentális zavarokkal és a mentális egészséggel kapcsolatosan, csökkentsék a stigmatizációt. 2018 őszén indult el a kampány ötödik hulláma. Az első négy hullámban folyamatos növekedés mutatkozott a részt vevő országok és az önkéntesek számát illetően – a negyedik hullámban több mint 1150 önkéntes vett részt, 20 különböző országból. Magyarország 2016 óta aktív résztvevője a kampánynak.

#### Better Together
A BT kampány egy 5 foglalkozásból álló programon keresztül ösztönzi a fiatalokat egy befogadóbb társadalom kialakítására. Célja bővíteni a diákok tudását a diszkrimináció, előítéletek és sztereotípiák témakörében. Az SII tagjai a workshopok megvalósítását segítik elő. A kampány az Európai Ifjúsági Alap (European Youth Foundation) támogatásával jött létre. 2018 őszén indult el a második hulláma.

#### Organised Acts of Kindness (OAK)
Az OAK kampány célja az emberek ösztönzése, hogy véletlenszerű cselekedeteket hajtsanak végre kedvességből (pl. kávé vásárlása egy idegennek), ami segít nekik a kedvességet szokássá alakítani. 2019 elején várható a kampányhoz tartozó applikáció megjelenése.

## Tagszervezetek
Az Európai Tanács által elfogadott országok bármelyikéből származó szervezet lehet az EFPSA tagja. Egyéb országokból/területekről területi tagok kerülhetnek ki (Regional Member). Jelenleg 33 tagszervezete (Member Organisations) és két megfigyelő szervezete (Observer Organisations) van a Szövetségnek.
Magyarországot 2015 óta a Magyar Pszichológiai Társaság Ifjúsági Tagozata képviseli (a Pszichodiák Alapítványt váltva).

### Tagszervezetek
| Tagország/régió     | Tagszervezet         |
| ------------------- | -------------------- |
| Ausztria            | PLAST                |
| Azerbajdzsán        | YPPU                 |
| Bosznia-Hercegovina | SINAPSA              |
| Bulgária            | AYPB                 |
| Ciprus              | CYPSA                |
| Csehország          | ČASP                 |
| Dánia               | DPS                  |
| Egyesült Királyság  | BPS                  |
| Észtország          | EPSÜ                 |
| Finnország          | SPOL                 |
| Görögország         | GPSA                 |
| Hollandia           | SPS NIP              |
| Horvátország        | Psihomnia            |
| Írország            | PSI SAG              |
| Koszovó             | KOAPS                |
| Lengyelország       | PSSIAP               |
| Leuven, Belgium     | Psychologische Kring |
| Litvánia            | LiPSA                |
| Luxemburg           | ALEP                 |
| Magyarország        | MPT IT               |
| Málta               | Betapsi              |
| Németország         | BDP                  |
| Norvégia            | NPF                  |
| Portugália          | ANEP                 |
| Románia             | Cognosis             |
| Spanyolország       | CEP – PIE            |
| Svájc               | psyCH                |
| Svédország          | SP                   |
| Szerbia             | STIMULUS             |
| Szlovákia           | SAŠAP                |
| Szlovénia           | DŠPS                 |
| Törökország         | TPÖÇG                |

### Megfigyelő szervezetek
| Ország     | Szervezet                        |
| ---------- | -------------------------------- |
| Montenegró | Virtus                           |
| Albánia    | Psychology Students Club Elbasan |

## Külső hivatkozások
Hivatalos weboldal
Hivatalos Facebook oldal